# Incydent na Chichi-jimie
Incydent na Chichi-jimie (znany również jako incydent w Ogasawara) miał miejsce pod koniec 1944 roku w czasie wojny na Pacyfiku. Japońscy żołnierze zamordowali ośmiu amerykańskich lotników pojmanych na wyspie Chichi-jima w archipelagu Wysp Bonin, z czego czterech zostało zjedzonych.

## Przebieg wydarzeń
We wrześniu 1944 roku dziewięciu amerykańskich pilotów uratowało się ze swoich samolotów po zestrzeleniu podczas nalotów bombowych na Chichi-jimę, maleńką wyspę położoną na Oceanie Spokojnym 1100 km na południe od Tokio. Ośmiu z nich, Lloyd Woellhof, Grady York, James „Jimmy” Dye, Glenn Frazier Jr., Marvell „Marve” Mershon, Floyd Hall, Warren Earl Vaughn i Warren Hindenlang zostało schwytanych i straconych. Dziewiątym i jedynym, który uniknął schwytania, był przyszły prezydent USA George H.W. Bush, wówczas 20-letni pilot wojskowy.
Po wojnie odkryto, że schwytani lotnicy byli bici i torturowani przed egzekucją. Amerykanie zostali ścięci na rozkaz generała porucznika Yoshio Tachibany. Następnie japońscy oficerowie zjedli części ciał czterech lotników.

## Procesy
Tachibana, wraz z 11 innymi, japońskimi żołnierzami został postawiony przed sądem w sierpniu 1946 roku w związku z egzekucją lotników marynarki wojennej USA i aktem kanibalizmu popełnionym na co najmniej jednym z nich w 1944 roku. Ponieważ jednak prawo wojskowe i międzynarodowe nie rozpoznawało takiego przestępstwa jak kanibalizm, ostatecznie zostali osądzeni za morderstwo i „uniemożliwienie honorowego pochówku”.
Sprawa została zbadana w 1947 roku w czasie procesu o zbrodnie wojenne, a z 30 oskarżonych japońskich żołnierzy czterech oficerów (w tym generał porucznik Tachibana, major Matoba i kapitan Yoshii) zostało uznanych za winnych i powieszonych. Pozostali żołnierze i oficer służby zdrowia Tadashi Teraki zostali zwolnieni w ciągu ośmiu lat.
Wiceadmirał Mori Kunizo, który dowodził bazą lotniczą na Chichi-jimie w czasie incydentu, uważał, że spożywanie ludzkiej wątroby przynosi korzyści zdrowotne. Początkowo został skazany na dożywocie za udział w incydencie. Jednak po tym, jak jego podwładni zostali skazani za mordowanie jeńców podczas służby na froncie południowym, usłyszał wyrok śmierci i został powieszony po osobnym procesie zorganizowanym przez Holandię za zbrodnie wojenne popełnione w Holenderskich Indiach Wschodnich.

## Książka
W bestsellerowej książce pt. Flyboys: A True Story of Courage amerykański autor James Bradley szczegółowo opisuje kilka przypadków kanibalizmu popełnionych na jeńcach alianckich w czasie II wojny światowej przez Japończyków. Bradley twierdzi, że obejmowało to nie tylko rytualne wycinanie wątroby z ciał świeżo zabitych więźniów, ale także zjadanie jeszcze żywych jeńców.